# Mainzer Fastnachtsmuseum

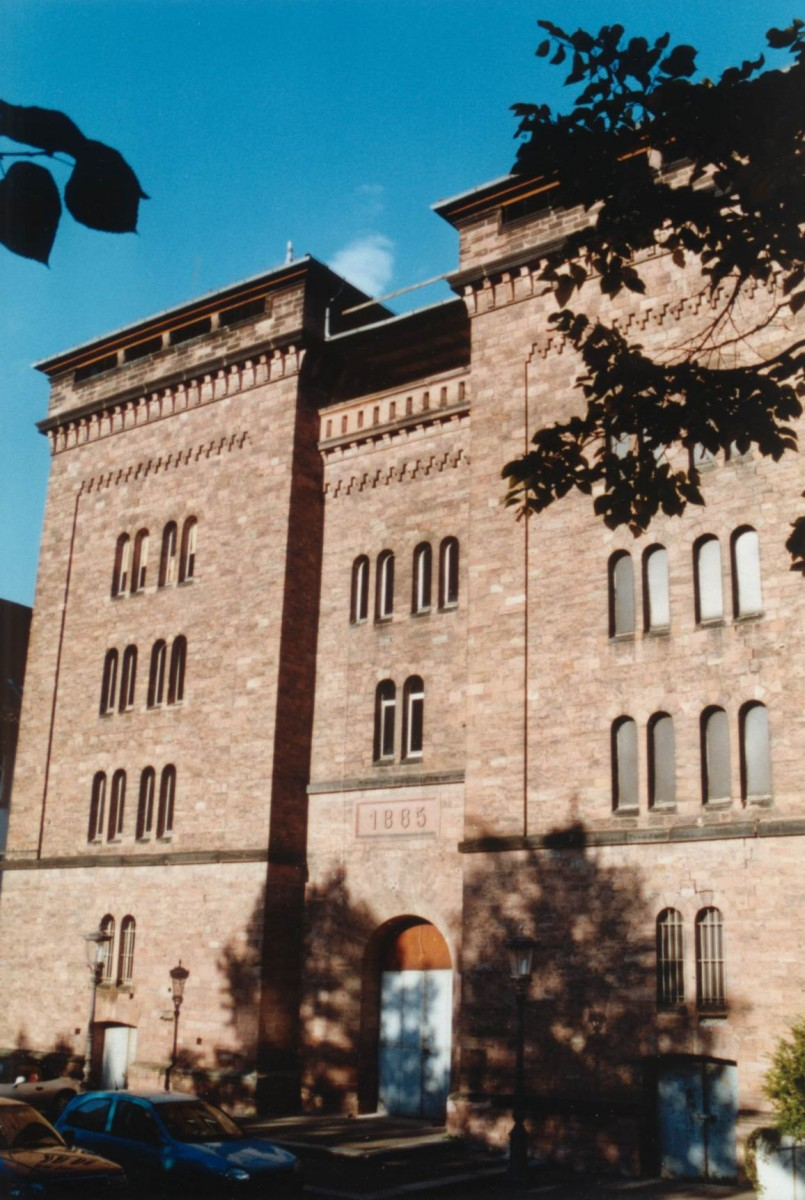
Proviant-Magazin mit Fastnachtsmuseum in Mainz

Das Mainzer Fastnachtsmuseum zeigt auf etwa 350 m² die Geschichte der Mainzer Fastnacht seit 1837.
Ausgestellt werden unter anderem Orden, Narrenkappen, Zepter, Gardeuniformen und Fotos. Es gibt eine große Zahl von Videodokumenten.
Das Museum liegt im renovierten Proviant-Magazin und wurde im Juni 2004 eröffnet. Friedrich Schütz, ehemals Direktor des Mainzer Stadtarchivs, war der erste Direktor des Fastnachtsmuseums. Die derzeitige Leiterin des Museums ist Claudia Presser.
Ihm angeschlossen ist das Mainzer Fastnachtsarchiv, das 1972 auf Initiative des verstorbenen Mainzer Ehrenbürgers Karl Delorme gegründet wurde und über 27.000 Exponate beinhaltet. Derzeitiger Leiter des  Mainzer Fastnachtsarchivs ist Michael Kläger.

## Exponate

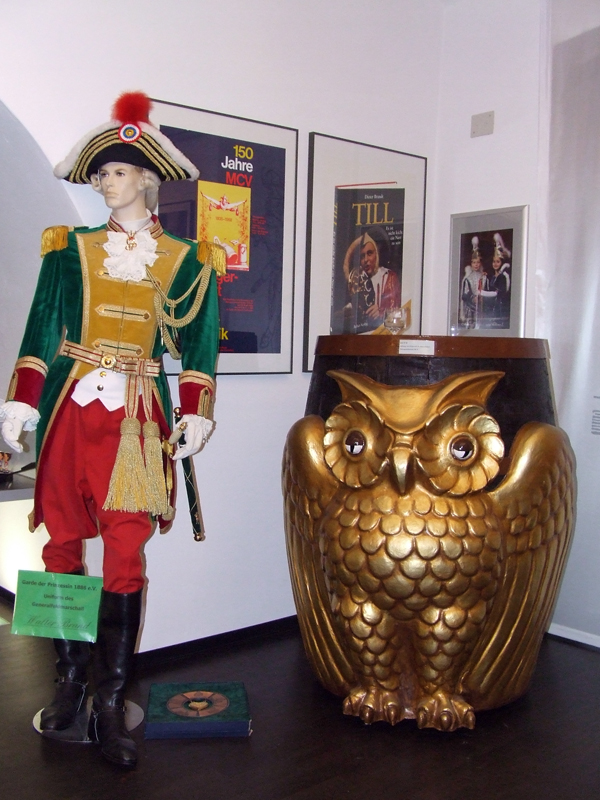
Uniform des Generalfeldmarschall der „Garde der Prinzessin 1886 e. V.“, rechts: die typische Mainzer Fastnachtsbütt
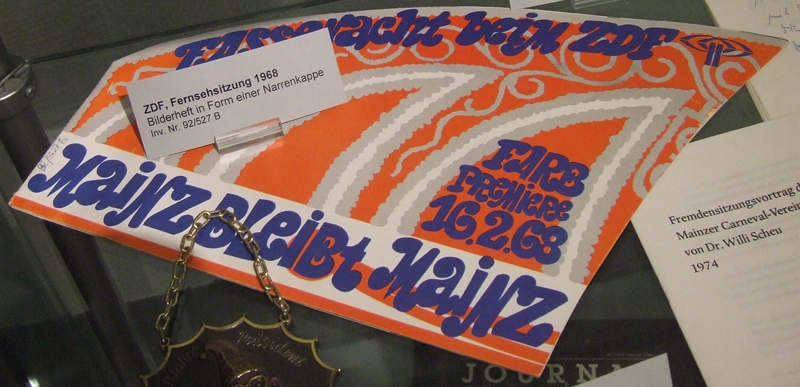
Liederheft in Form einer Narrenkappe der ZDF-Fernsehsitzung Mainz bleibt Mainz
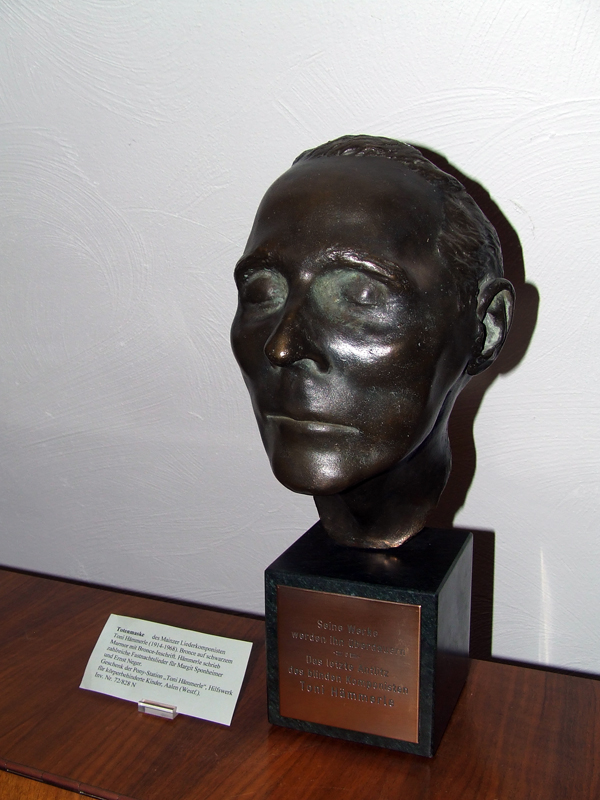
Totenmaske von Toni Hämmerle